# مریم‌کوی (چیلدیر)
مریم‌کوی (به ترکی استانبولی: Meryemköy) یک منطقهٔ مسکونی در ترکیه است که در چیلدیر واقع شده‌است.